# Misticismo judio
El estudio académico del misticismo judío, especialmente desde la obra de Gershom Scholem Major Trends in Jewish Mysticism (1941), establece distinciones entre diferentes formas de misticismo que se practicaron en distintas épocas de la historia judía. De ellas, la Cábala, que surgió en el suroeste de Europa en el siglo XII, es la más conocida, pero no es la única forma tipológica, ni fue la primera que surgió. Entre las formas anteriores se encontraban el misticismo Merkabah (c. 100 a. C.- 1000 d. C.), y los ashkenazi hasidim (principios del siglo XIII) alrededor de la época del surgimiento de la Cábala. 
Cábala significa «tradición recibida», un término que ya se utilizaba en otros contextos judaicos, pero los cabalistas medievales lo adoptaron como término para su propia doctrina con el fin de expresar la creencia de que no estaban innovando, sino que se limitaban a revelar la antigua tradición esotérica oculta de la Torá. Esta cuestión se ha cristalizado hasta hoy por las opiniones alternativas sobre el origen del Zohar, el texto principal de la Cábala, atribuido al círculo de su protagonista central Rabí Shimon Bar Yochai en el siglo II de nuestra era, por abrir el estudio del misticismo judío. Los cabalistas tradicionales consideran que se originó en la época de los Tanaicos, redactando la Torá Oral, por lo que no hacen una distinción clara entre la Cábala y el misticismo judío rabínico primitivo. Los eruditos académicos la consideran una síntesis de la Edad Media, cuando apareció entre los siglos XIII y XV, pero asimilando e incorporando a sí misma formas anteriores de misticismo judío, posibles continuaciones de antiguas tradiciones esotéricas,, así como elementos filosóficos medievales.
El aspecto teosófico de la Cábala propiamente dicho se desarrolló a través de dos formas históricas: «Medieval/Clásica/Zohárica (c.1175 - 1492 - 1570), y Cábala Luriánica (1569  -hoy en día), que asimiló la Cábala medieval en su sistema más amplio y se convirtió en la base de la Cábala judía moderna. Después de Luria, dos nuevas formas místicas popularizaron la Cábala en el judaísmo: movimientos sabateanos antinomianos-herejes  (1666 -siglo XVIII), y el Judaísmo jasídico (1734 -actualidad). En el judaísmo contemporáneo, las únicas formas principales de misticismo judío que se practican son la Cábala esotérica luriánica y sus comentarios posteriores, la variedad de escuelas del judaísmo jasídico, y el neohasidismo (que incorpora la Neo-Kábala) en el judaísmo no ortodoxo. Denominaciones judías.
Dos tradiciones sincréticas no judías también popularizaron la Cábala judaica a través de su incorporación como parte de la cultura general de esoterismo occidental a partir del Renacimiento: la Cábala cristiana teológica (c. siglo XV - siglo XVIII), que adaptó la doctrina cabalística judaica a las creencias cristianas, y su rama ocultista divergente Cábala hermética (c. siglo XIX - en la actualidad), que se convirtió en un elemento principal de las sociedades y enseñanzas esotéricas y mágicas.